# Bateria PP3
 La pila PP3 (o pila 9 V) és una  pila elèctrica de nou volts. És anomenada de vegades pila de transistor a causa de la seva gran utilització en les primeres ràdios a transistors. La pila té la forma d'un  prisma rectangular amb les arestes arrodonides amb un connector que posseeix dos terminals, un de positiu i un de negatiu, sobre un dels seus costats.

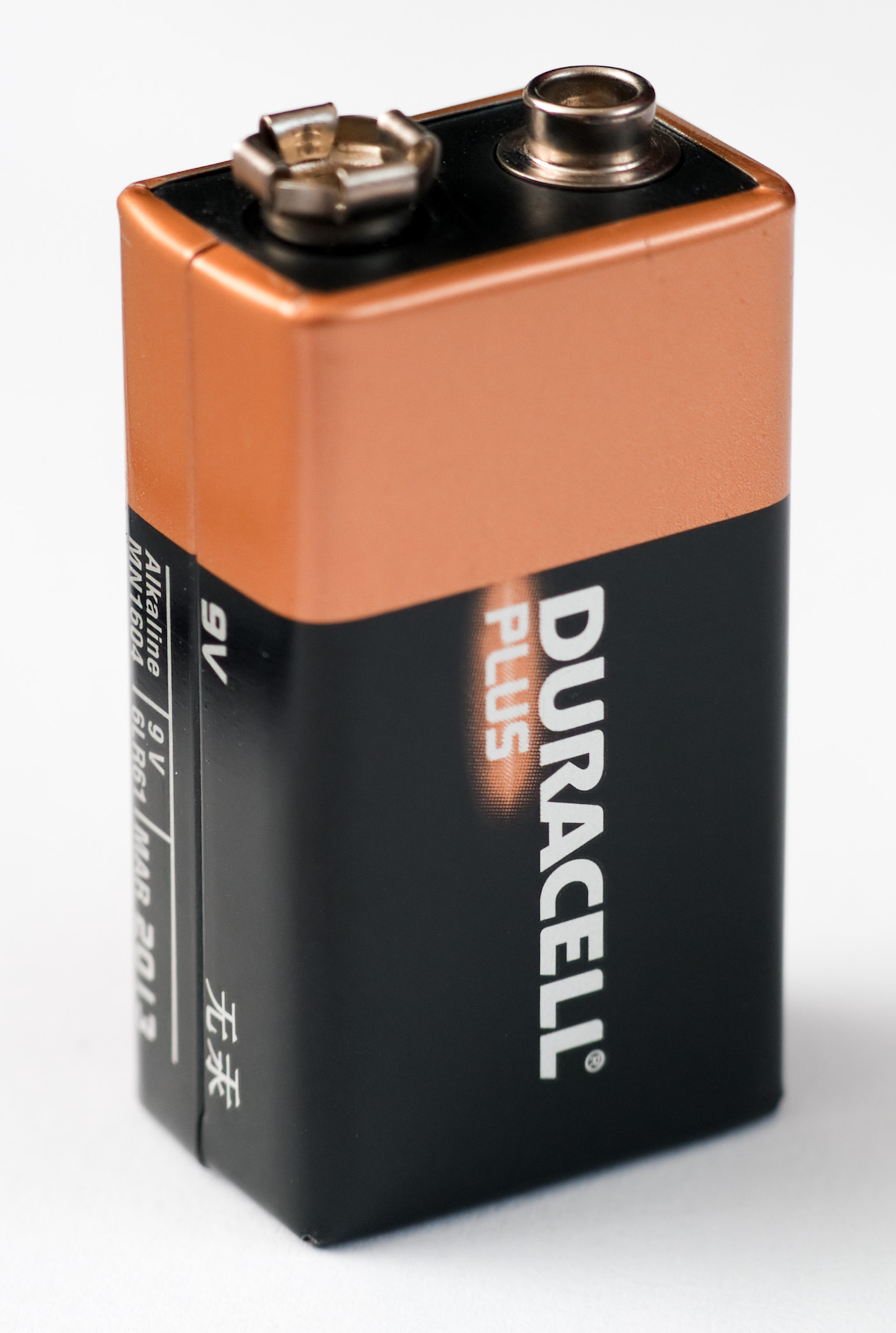
Pila 9 volts de Duracell.

La pila 9V s'utilitza normalment en els  detectors de fum, detectors autònoms de monòxid de carboni, els pedals d'efectes, les guitarres electro-acústiques i els  comandaments d'aeromodelisme. Són utilitzades igualment com a font d'alimentació secundària de certs rellotges electrònics.
Aquest tipus de pila  està basat principalment en una Química de tipus  alcalina, zinc-carboni, liti-ferro i, sota forma recarregable, de  níquel cadmi (NiCd), de níquel-metall hidrur (NiMH) i d'ió liti. Les piles PP3 de mercuri ja no es fabriquen avui en dia per raons mediambientals.
El 2007, les piles 9 volts van arribar al 4% de les vendes de piles alcalines als Estats Units. El 2008, els piles 9 volts sumaven el 2% de les vendes totals de piles a Suïssa,

## Història
La companyia Energizer afirma haver introduït aquest tipus de pila el 1956.

## Disseny
Les piles PP3 tenen la forma d'un prisma rectangular les de dimensions: 48,5 mm x 26,5 mm x 17,5 mm.
La majoria de les piles PP3 alcalines estan construïdes a base de sis acumuladors de 1,5 volt LR61. Aquests piles són lleugerament més petites que les LR8D425 de les piles AAAA. Poden no obstant això ser utilitzats en lloc d'aquests últims en certs aparells, encara que siguin 3,5 3,5 mm més anchas.
Els tipus carboni zinc estan fets de sis acumuladors plànols apilats i precintats en un contenidor estanc per tal d'evitar que s'assequin.
Els tipus recarregables NiCd i NiMH bateries posseeixen entre sis i vuit acumuladors de 1,2 volt. Les versions al liti s'utilitzen tres acumuladors de 3,2 volts.
| Tipus        | Tipus        | IEC   | ANSI/NEDA | Capacitat típica (mAh) | Tensió Nominal (Volt) | Tensió Nominal (Volt) | Tensió Nominal (Volt) |
| ------------ | ------------ | ----- | --------- | ---------------------- | --------------------- | --------------------- | --------------------- |
| Un sol ús    | Alcalina     | 6LR61 | 1604A     | 565                    | 9                     | 9                     | 9                     |
| Un sol ús    | Carboni Zinc | 6F22  | 1604D     | 400                    | 9                     | 9                     | 9                     |
| Un sol ús    | Lithium      |       | 1604LC    | 1200                   | 9,6                   |                       |                       |
| Recarregable | NiCd         | 6KR61 | 11604     | 120                    | 7,2 i 8,4             |                       |                       |
| Recarregable | NiMH         | 6HR61 | 7.2H5     | 175-300                | 7,2 (8,4 i 9,6)       |                       |                       |
| Recarregable | Liti-polímer | 520   | 7,3       | 7,3                    | 7,3                   |                       |                       |
| Recarregable | Lithium-ion  | 600   | 8,4       | 8,4                    | 8,4                   |                       |                       |

## Connexions
La pila 9V posseeix dos terminals en un dels seus extrems separats mitja polzada (12,7 mm) de centre a centre. El terminal rodó de menor grandària mascle és el positiu i el terminal més gran femella, de forma hexagonal o octogonal, és el negatiu. El connector per a aquest tipus de bateria és igual que el de la mateixa bateria, el petit connecta en el gran i viceversa. El mateix tipus de connexió s'usa en la sèrie de bateries Power Pack (PP). La polaritat de la bateria és òbvia, ja que la connexió és mecànicament possible en una única configuració. Un problema amb aquest tipus de connexió és que és fàcil connectar dues bateries juntes en curtcircuit, una cosa que descarregaria ràpidament ambdues bateries, generant gran quantitat de calor i possiblement foc. A causa d'aquest perill, les bateries de 9 volts han de ser mantingudes en el seu embalatge original fins a ser emprades. Un avantatge és que és fàcil connectar vàries bateries de 9 volts en sèrie per aconseguir voltatges més alts.

## Galeria

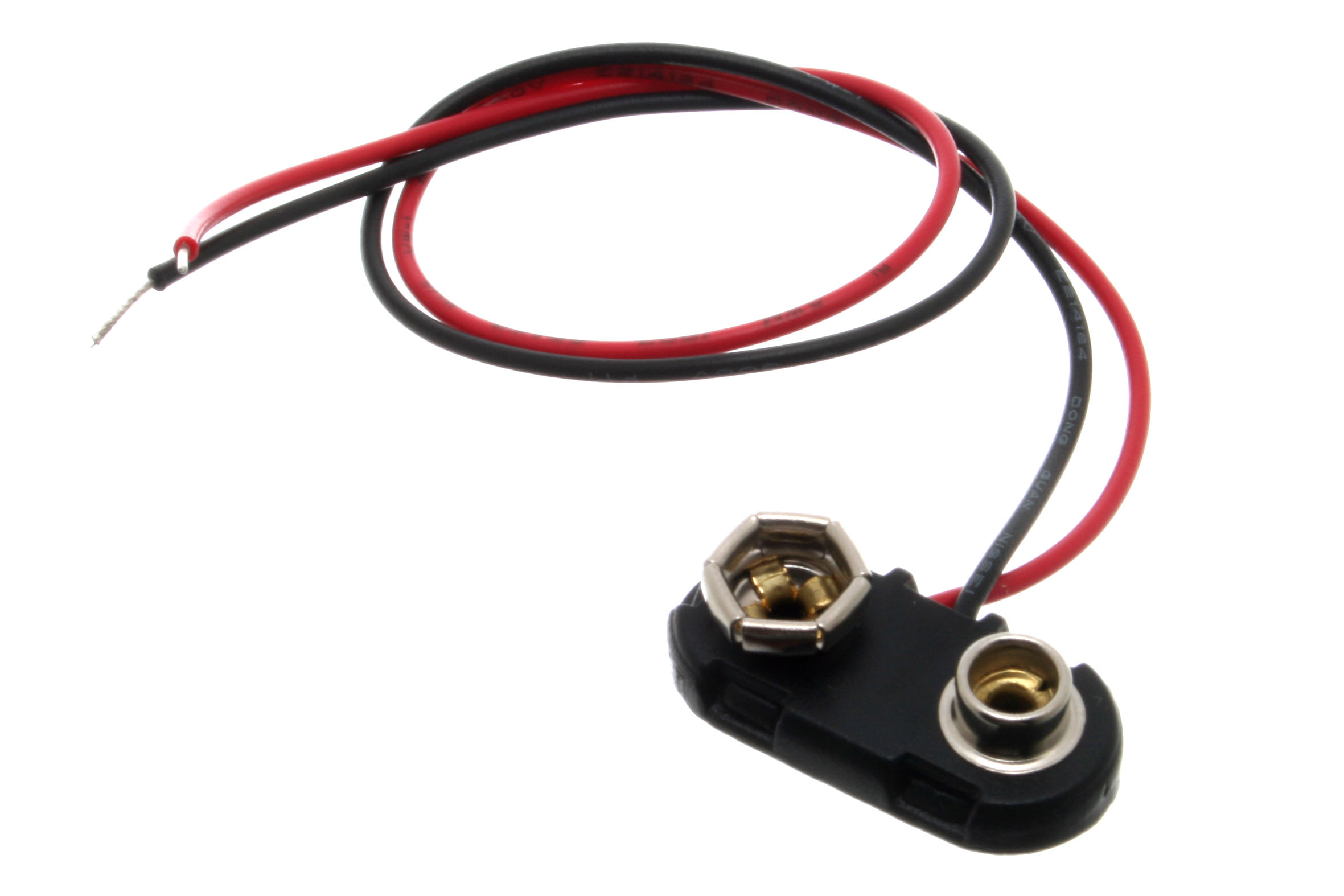
Connector d'una pila 9V.
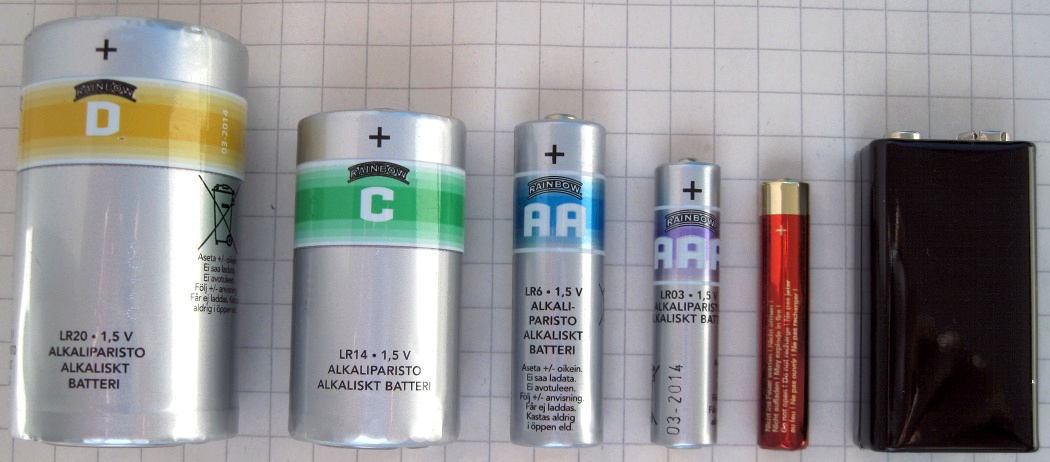
Piles D, C, AA, AAA, AAAA i 9V.